# Jan Zetek
Jan Zetek (* 25. srpna 1965) je bývalý český fotbalista, útočník.

## Fotbalová kariéra
V československé lize hrál za Bohemians Praha. Nastoupil ve 2 ligových utkáních. Ve druhé nejvyšší soutěži hrál za VTJ Žatec.

## Ligová bilance
| Ročník                                   | Zápasy | Góly | Klub            |
| ---------------------------------------- | ------ | ---- | --------------- |
| 1. československá fotbalová liga 1984/85 | 2      | 0    | Bohemians Praha |
| Česká národní fotbalová liga 1985/86     | 12     | 1    | VTJ Žatec       |
| CELKEM                                   | 2      | 0    |                 |